# Лежаче крило диз'юнктивної дислокації
Лежаче крило диз'юнктивної дислокації (рос. лежащее крыло дизъюнктивной дислокации, англ. disjunctive, downthrow side of a disjunctive dislocation; footwall; нім. Liegendflügel m der Disjunktivstörung) — блок гірських порід, який прилягає до зміщувача в напрямку його лежачого боку. Диз'юнктивні дислокації групують за основними геометричними ознаками. Застосовуються класифікації, запропоновані П. К. Соболевським, В. І. Бауманом та ін. Основні класифікаційні ознаки Л.к.д.д. — вектор відносного переміщення блоків у площині змішувача та кут диз'юнктиву. За першою ознакою існують, наприклад, скиди, підкиди, зсуви, перезсуви; за другою — гострокутні та тупокутні диз'юнктиви. Геометричні параметри Л.к.д.д.: кутові та лінійні величини, які кількісно характеризують елементи залягання зміщувача, елементи залягання блоків (крил) диз'юнктиву, елементи залягання ліній обриву блоків, кут диз'юнктиву, напрям вектора відповідного переміщення блока, амплітуду, потужність зони роздрібнення, форму та положення диз'юнктиву в надрах.